# Nothofagus antarctica
Nothofagus antarctica (антарктичний бук) — це листяне дерево, яке поширене в патагонських Андських лісах від 33° південної широти до Вогняної Землі. В Аргентині від Неукен до Вогняної Землі та в Чилі він поширений між регіонами О'Хіггінс і Магалланес. Росте в основному в районах Анд і на острові Вогняна Земля, на тонких ґрунтах і з низькими температурами майже цілий рік.

## Опис
Ці дерева можуть виростати в висоту від 10 до 25 метрів і мають тонкі стовбури з шаховою конфігурацією. Листя прості черговані, 5-35 мм завдовжки, з зубчасто-хвилястим краєм; вони покриті солодким воском. Колір листя світло-зелений, восени стає червоно-жовтим. На зиму повністю втрачає листя. Квітка непримітна, зеленувато-жовтого кольору. Плід розміром 6 мм, дуже ароматний і складається з 4 стулок, які містять три горіхи.
Назва Nothofagus antarctica мовою мапуче означає лисиця. Вони назвали це дерево так, тому що ці тварини зазвичай роблять під ним свої нори.
На острові Вогняна Земля зазвичай Nothofagus antarctica покривається мохом або світло-зеленим лишайником з волохатим виглядом.
Деревина Nothofagus antarctica використовується в основному для дров. Він був висаджений на північному тихоокеанському узбережжі Сполучених Штатів. Його успішно запровадили як декоративне дерево на Британських островах, де воно дуже добре себе почуває. Дерева, висаджені на Фарерських островах, які були імпортовані з найпівденніших ділянок Вогняної Землі, показали хорошу стійкість до холоду.

## Таксономія
Nothofagus antarctica описаний (G.Forst.) oerst. і опубліковано в Skrifter Udgivne af Videnskabs-Selskabet i Christiana. Mathematisk-naturvidenskabelig Klass 5(9): 354. 1871.

## Етимологія
Nothofagus : загальна назва, що складається з notho = «фальшивий» і Fagus = «бук», що означає «помилковий бук».
Антарктида : географічний епітет, що вказує на її розташування в Антарктиці.

## Синоніміка
- Fagus antarctica
- Calucechinus antarctica
- Calucechinus montagnei
- Fagus montagnei
- Fagus alpina
- Fagus antarctica var. sublobata
- Fagus antarctica var. uliginosa
- Fagus uliginosa
- Fagus antarctica var. microphylla
- Fagus antarctica f. latifolia
- Fagus antarctica var. palustris
- Fagus antarctica var. subalpina
- Nothofagus montagnei
- Nothofagus uliginosa

## Галерея

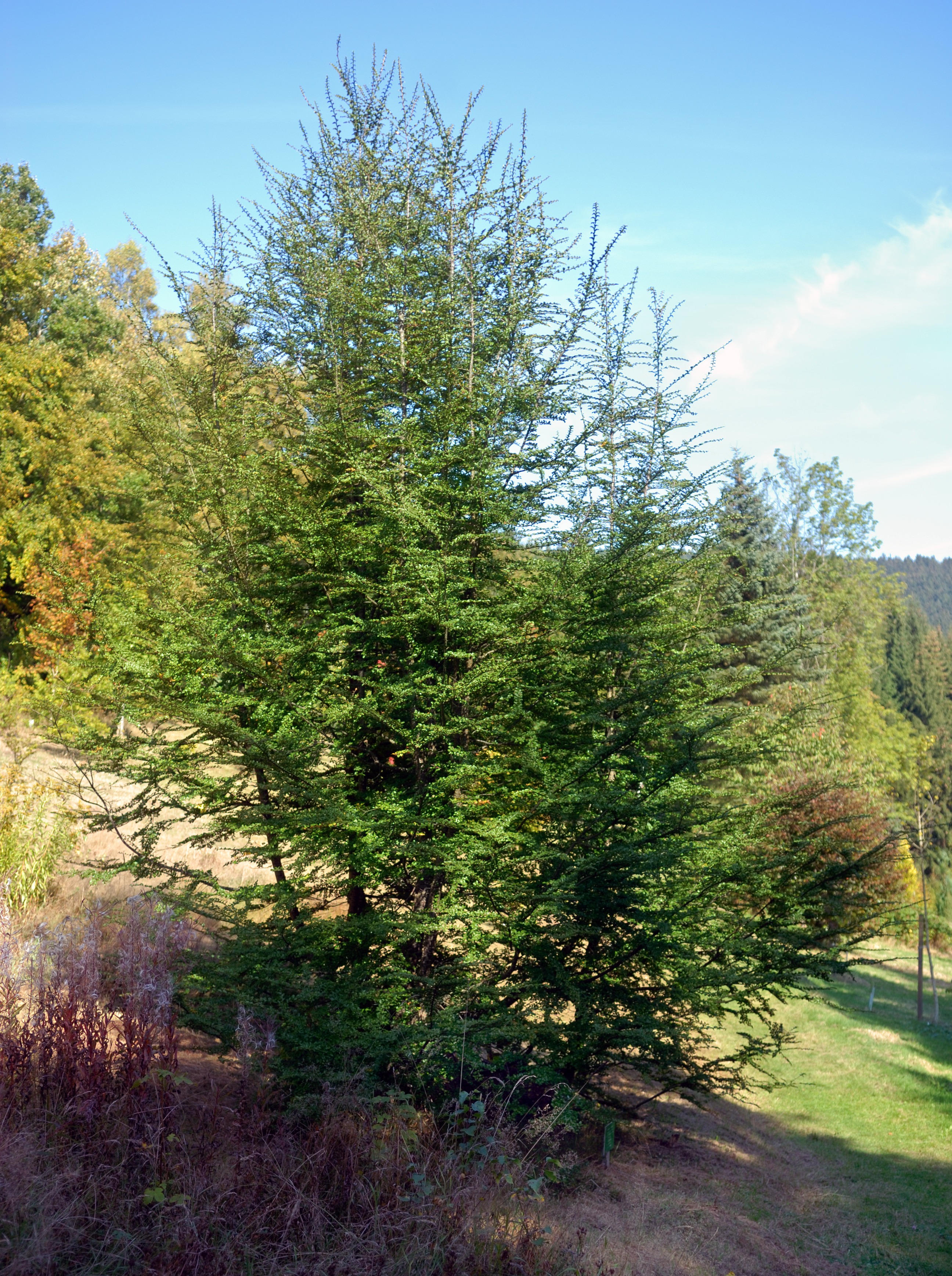
Дерево
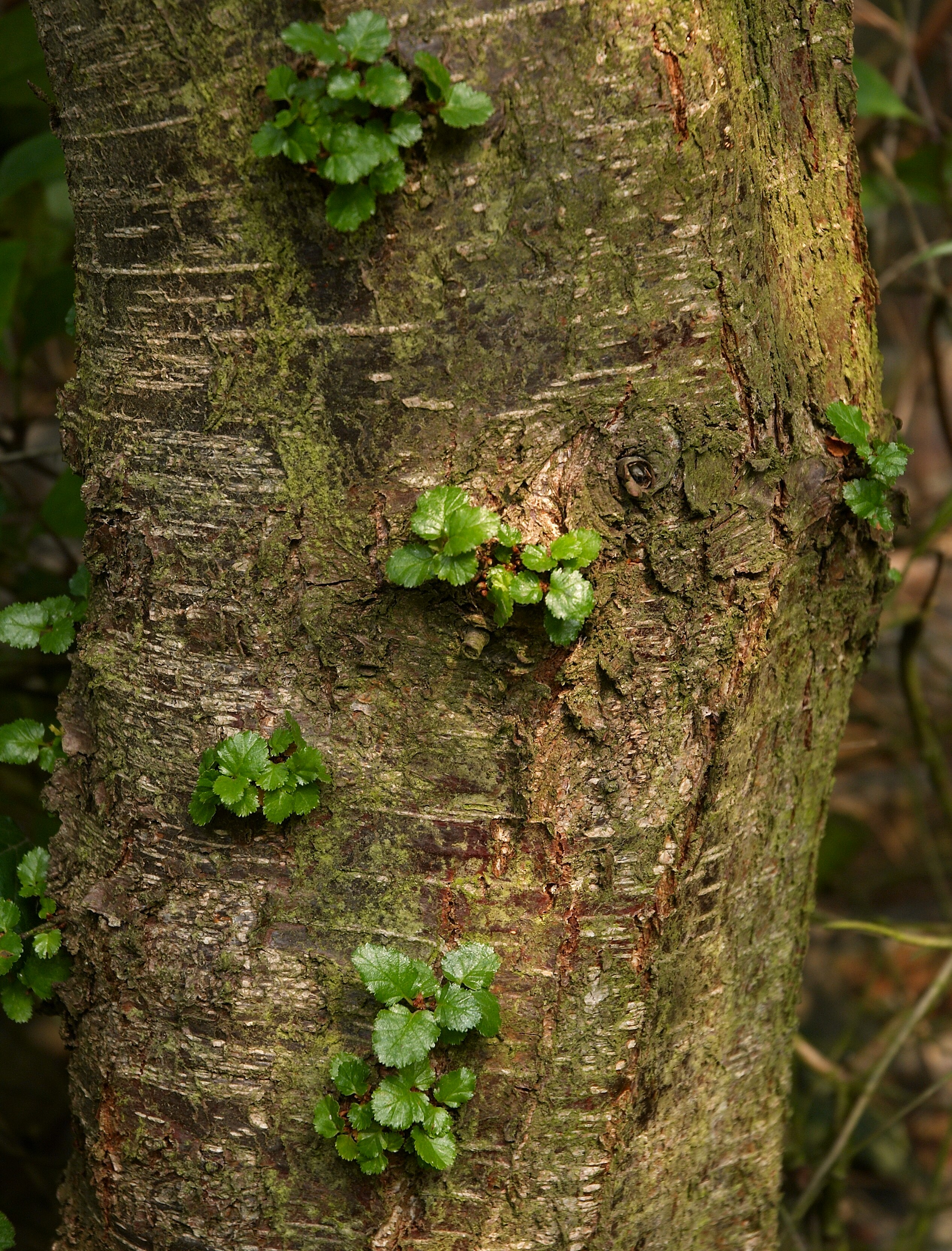
Стовбур
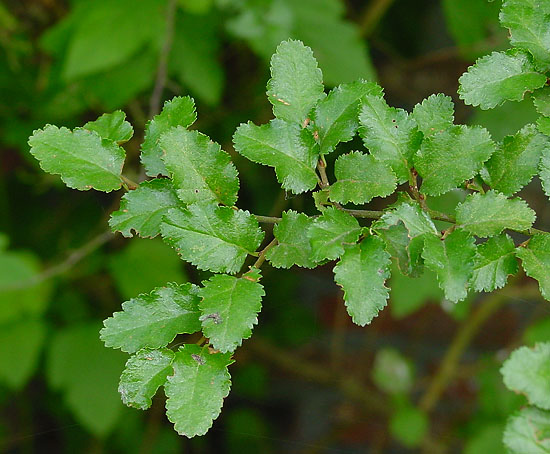
Листя
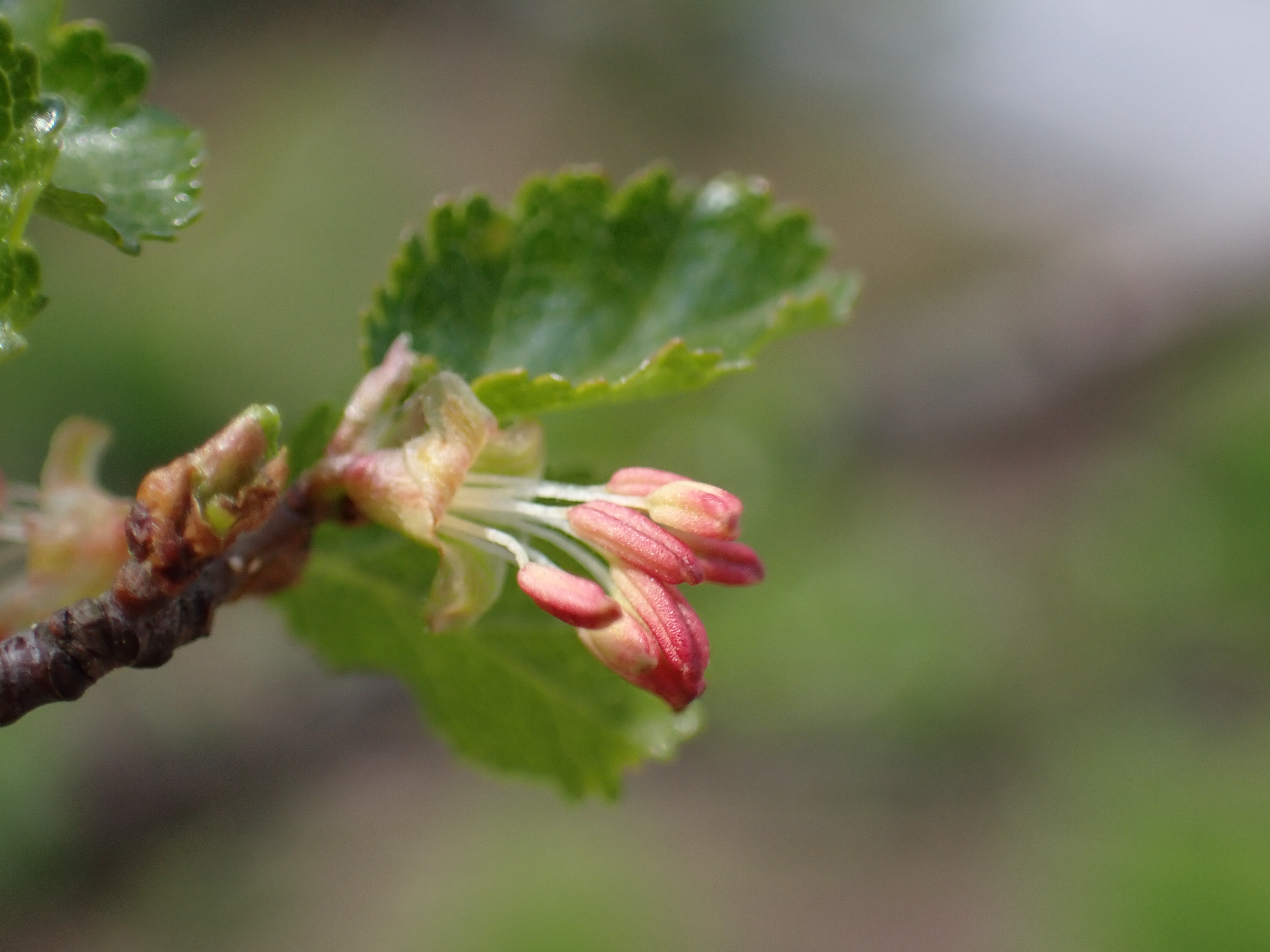
Квіти